# Фейеноорд
«Фе́йеноорд» (нидерл. Feyenoord [ˈfɛi̯əˌnoːrt]) — нидерландский футбольный клуб из города Роттердам. Вместе с «Аяксом» и ПСВ входит в тройку самых титулованных футбольных клубов Нидерландов.
Изначально назывался «Вилхелмина» Роттердам, вскоре после основания был переименован в «Хиллеслёйсе», потом в «Селеритас», пока в 1912 году команда не была названа Feijenoord в честь района Роттердама. Нынешнее название клуб получил в 1973 году с целью упрощения чтения иностранцами.
В сезоне 2022/23 клуб в 16-й раз стал чемпионом Эредивизи — Высшего дивизиона Нидерландов.
Главный тренер команды — Робин ван Перси.

## История

### 1908—1939

Первая эмблема с названием «Фейеноорд» (1912)

Футбольный клуб «Вилхелмина» был основан в пабе «Де Веренигинг» (основателем был Jac. de Keijzer) 19 июля 1908 года. Команда выступала в красных футболках с синими рукавами и белых шортах. В период с 1908 по 1912 год клуб несколько раз сменил название и цвета, став футбольным клубом «Хиллеслёйсе» в 1909 а затем РВВ «Селеритас». После вступления в национальную футбольную ассоциацию в 1912 году, клуб был переименован в спортивный клуб «Фейеноорд», по названию района Роттердама, где он был основан, и снова сменил форму на красно-белые футболки, чёрные шорты и чёрные гетры. В этой форме роттердамцы выступают и поныне. В 1917 году «Фейеноорд» добился права выступать в высшей лиге нидерландского футбола, (1e klasse) и переехал на стадион Кромме Зандвег.

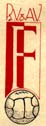
Эмблема клуба в 1924 году

Через шестнадцать лет после создания клуба и три года выступления в высшей лиге Нидерландов «Фейеноорд» одерживает первую победу в чемпионате, заняв первое место в 1924 году. Череда успехов команды продолжилась. «Фейеноорд» занимает первое место в лиге в 1926, 1927, 1928 и 1929.

Эмблема клуба использовавшаяся с 1997 по 2008 год

В 1930 году «Фейеноорд» выиграл свой первый Кубок Нидерландов, забив в финале единственный и победный гол в дерби против «Эксельсиора» Роттердамцы продолжали доминировать в регулярном чемпионате, трижды выигрывая его, но неудачно выступали в плей-офф. Пять лет спустя завоевания первого кубка, «Фейеноорд» выигрывает приз во второй раз — в 1935 году в финале был обыгран клуб «Хелмонд Спорт».
Игра клуба привлекала всё больше болельщиков на стадион Kromme Zandweg, и в 1933 году было принято решение о постройке новой арены. Клуб переехал на свежепостроенный «Фейеноорд» (более известный под прозвищем De Kuip — Бадья) в 1937 году. Первый матч на новом стадионе был сыгран 27 марта против K.F.C. Germinal Beerschot. В этот период «Фейеноорд» трижды занимает первое место в регулярном чемпионате с 1936 по 1938, при этом дважды становясь чемпионом — в 1936 и 1938.

## Болельщики
Кроме невиданной преданности своих болельщиков, которая принесла Het Legioen название «Лучшие болельщики страны», клуб широко известен своими хулиганами.
Во время финала Кубка УЕФА 1973/74 против «Тоттенхем Хотспур» болельщики «Фейеноорда» впервые столкнулись с хулиганством. До игры английские суппортеры уже устроили беспорядки в центре Роттердама, а во время матча они залезли на решетки, отделяющие гостевой сектор от домашнего, и вступили в драку с нидерландскими фанатами, используя в качестве метательных средств пластиковые кресла. Несколько сидений были подожжены. Примерно 150 человек, главным образом фанаты «Фейеноорда», были ранены, полиция арестовала около 50 англичан. Делегат УЕФА Люсиан Шмидтлен сообщил в рапорте, что ни «Фейеноорд», ни «Тоттенхем» не могут быть обвинены в беспорядках. После матча нидерландские власти расценили происшедшее как проблему, которая присуща только Англии, и лишь немногие предупреждали, что эти инциденты могут стать обычным явлением в Нидерландах.
В течение следующих нескольких лет после столкновения со «шпорами» была создана группировка SCF, и множество фанатов «Фейеноорда» влились в состав одной из наиболее знаменитых хулиганских фирм Европы. В Европе они быстро стали известны, как «никогда не бегающая» фирма. Помимо пересечений с другими нидерландскими хулиганами, они участвовали в нескольких крупных драках в 1990-х в Германии. 15 000 болельщиков «Фейеноорда» полностью овладели ситуацией в Мёнхенгладбахе — полиция была бессильна что-либо противопоставить разбушевавшимся нидерландцам. Фанаты «Фейеноорда» выбегали на поле, вокруг стадиона было разгромлено несколько магазинов. Также они устроили крупные беспорядки в Штутгарте и Леверкузене.
Крупнейшее столкновение, в котором SCF сошлись с основной фирмой «Аякса», F-side, произошло 23 марта 1997 года, когда состоялась так называемая «битва при Бевервейке». В драке погиб Карло Пикорни, член F-Side. После случившегося несколько старых членов SCF отошли от дел, однако второе поколение хулиганов присоединилось к оставшимся. Новообразованная фирма стала известна под названием RJK (Rotterdamse Jongeren Kern — Молодёжная Команда Роттердама). Два года спустя была основана третья фирма — FIIIR. После слияния с RJK, FIIIR стал молодёжной частью SCF. Другое знаменитое пересечение между фирмами «Аякса» и «Фейеноорда» произошло в Роттердаме 17 апреля 2005 года, когда сотни роттердамских фанатов вступили в схватку с полицией перед матчем против «Аякса». Когда полицейские попытались помешать противникам схлестнуться, обе стороны атаковали стражей порядка перед столкновением друг с другом. Множество людей было ранено — полицейские и члены обеих фирм.
30 ноября 2006 года «Фейеноорду» предстоял матч против футбольного клуба из французского Нанси, который находится на расстоянии автомобильной поездки от Роттердама. Нидерландским болельщикам было выделено лишь 1 200 билетов на матч. Намного большее количество фанов «Фейеноорда» добралось до Нанси и достало билеты непосредственно на стадионе Маркель Пико. Позже, во время встречи на стадионе нидерландцы разбили ограждение из ударопрочного стекла между двумя секторами и попытались атаковать французских фанатов, провоцирующих их оскорбительными песнями. Матч был прерван на 80-й минуте после того, как полиция применила слезоточивый газ, чтобы оттеснить фанов «Фейеноорда» обратно на гостевой сектор. В итоге встреча была доиграна после получасового перерыва. Позже выяснилось, что многие из членов SCF/FIIIR имели запреты на посещение футбольных матчей в Нидерландах и не имели права быть допущены на стадион в Нанси. После этого инцидента УЕФА исключил «Фейеноорд» из розыгрыша Кубка УЕФА.
Члены SCF и FIIIR как правило делают себе татуировки с соответствующими аббревиатурами. Костяк фирм составляет примерно 200 человек, однако обычно в Роттердаме к ним присоединяются множество других фанатов. Хулиганы «Фейеноорда» считают себя одними из лучших и говорят, что они никого не боятся и никогда не будут убегать от оппонентов. Также они именуют себя Rotterdam Hooligans (Хулиганы Роттердама) и Lunatics (Лунатики), их главные лозунги — Vatos Locos Forever, Feyenoord till we die («Фейеноорд», пока мы не умрем) и We shall not be moved (Нас не сломить).
Друзьями фанатов «Фейеноорда», являются фанаты клубов: «Антверпен», «Сандерленд» и «Погонь (Щецин)».
Королева Нидерландов Максима известна как большая поклонница клуба.

## Основной состав

### Команда
| №  |                       | Поз. | Имя                      | Год рождения |
| -- | --------------------- | ---- | ------------------------ | ------------ |
| 1  | Флаг Нидерландов      | Вр   | Джастин Бейло            | 1998         |
| 2  | Флаг Нидерландов      | Защ  | Барт Ньивкоп             | 1996         |
| 3  | Флаг Нидерландов      | Защ  | Томас Белен              | 2001         |
| 4  | Флаг Японии           | Защ  | Цуёси Ватанабэ           | 1997         |
| 5  | Флаг Нидерландов      | Защ  | Гейс Смал                | 1997         |
| 6  | Флаг Республики Корея | ПЗ   | Хван Ин Бом              | 1996         |
| 7  | Флаг Польши           | ПЗ   | Якуб Модер               | 1999         |
| 8  | Флаг Нидерландов      | ПЗ   | Квинтен Тимбер           | 2001         |
| 9  | Флаг Японии           | Нап  | Аясэ Уэда                | 1998         |
| 10 | Флаг Нидерландов      | ПЗ   | Кэлвин Стенгс            | 1998         |
| 11 | Флаг Португалии       | Нап  | Гонсалу Боржеш           | 2001         |
| 14 | Флаг Нидерландов      | ПЗ   | Сем Стейн                | 2001         |
| 15 | Флаг Австралии        | Защ  | Джордан Бос              | 2002         |
| 16 | Флаг Словакии         | Нап  | Лео Сауэр                | 2005         |
| 17 | Флаг Дании            | Нап  | Каспер Тенгстедт         | 2000         |
| 18 | Флаг Австрии          | Защ  | Гернот Траунер (капитан) | 1992         |
| 19 | Флаг Аргентины        | Нап  | Хулиан Карранса          | 2000         |
| 20 | Флаг Коста-Рики       | Защ  | Хейланд Митчелл          | 2004         |

| №  |                           | Поз. | Имя                | Год рождения |
| -- | ------------------------- | ---- | ------------------ | ------------ |
| 21 | Флаг Боснии и Герцеговины | Защ  | Анел Ахмедходжич   | 1999         |
| 22 | Флаг Германии             | Вр   | Тимон Велленройтер | 1995         |
| 23 | Флаг Алжира               | Нап  | Анис Хадж-Мусса    | 2002         |
| 25 | Флаг Нидерландов          | ПЗ   | Шайло ’т Занд      | 2003         |
| 26 | Флаг Нидерландов          | Защ  | Дживайро Рид       | 2006         |
| 27 | Флаг Мали                 | Нап  | Гауссу Диарра      | 2002         |
| 28 | Флаг Марокко              | ПЗ   | Уссама Таргаллин   | 2002         |
| 29 | Флаг Аргентины            | ПЗ   | Эсекиэль Бульяуде  | 2000         |
| 30 | Флаг Швейцарии            | Защ  | Джордан Лотомба    | 1998         |
| 32 | Флаг Нидерландов          | ПЗ   | Аймен Слити        | 2006         |
| 34 | Флаг Кот-д’Ивуара         | ПЗ   | Крис-Кевин Надже   | 2001         |
| 35 | Флаг Нидерландов          | Защ  | Нерайшо Касанвирьо | 2002         |
| 36 | Флаг Нидерландов          | Нап  | Джейден Слори      | 2005         |
| 37 | Флаг Нидерландов          | Вр   | Маннау Бергер      | 2004         |
| 39 | Флаг Ирландии             | Вр   | Лиам Боссин        | 1996         |
| 40 | Флаг Нидерландов          | ПЗ   | Лучано Валенте     | 2003         |
| 47 | Флаг Нидерландов          | Защ  | Тейс Крайевелд     | 2007         |

- № 12 закреплён за болельщиками клуба (Het Legioen[англ.]).

### Тренерский штаб
| Должность        | Имя             |
| ---------------- | --------------- |
| Главный тренер   | Робин ван Перси |
| Тренер-ассистент | Джон де Волф    |
| Тренер-ассистент | Этьенн Рейнен   |
| Тренер-ассистент | Рене Хаке       |
| Тренер вратарей  | Юри Ниеминен    |

## Трансферы сезона 2025/26

### Пришли
| Поз. | Игрок              | Прежний клуб      | Стоимость/статус трансфера |
| ---- | ------------------ | ----------------- | -------------------------- |
| Вр   | Лиам Боссин        | Дордрехт          |                            |
| Вр   | Микки ван Сас      | Витесс            | Окончание аренды           |
| Защ  | Маркос Лопес       | Копенгаген        | Окончание аренды           |
| Защ  | Нерайшо Касанвирьо | Рейнджерс         | Окончание аренды           |
| Защ  | Мимейрхель Бенита  | Хераклес          | Окончание аренды           |
| Защ  | Антеф Тсунги       | Ауд-Хеверле Лёвен | Окончание аренды           |
| Защ  | Маркус Педерсен    | Торино            | Окончание аренды           |
| Защ  | Цуёси Ватанабэ     | Гент              | 8 млн евро                 |
| Защ  | Джордан Бос        | Вестерло          | 5 млн евро                 |
| Защ  | Анел Ахмедходжич   | Шеффилд Юнайтед   | 6,9 млн евро               |
| ПЗ   | Дживай Зехиэл      | Спарта            | Окончание аренды           |
| ПЗ   | Эсекиэль Бульяуде  | Фортуна (Ситтард) | Окончание аренды           |
| ПЗ   | Томас ван ден Белт | Кастельон         | Окончание аренды           |
| ПЗ   | Ильяс Себауи       | Херенвен          | Окончание аренды           |
| ПЗ   | Сем Стейн          | Твенте            | 10 млн евро                |
| ПЗ   | Лучано Валенте     | Гронинген         | 6,75 млн евро              |
| Нап  | Лео Сауэр          | НАК Бреда         | Окончание аренды           |
| Нап  | Девин Хан          | Дордрехт          | Окончание аренды           |
| Нап  | Гауссу Диарра      | Истанбулспор      | 3,8 млн евро               |
| Нап  | Гонсалу Боржеш     | Порту             | 10 млн евро                |
| Нап  | Каспер Тенгстедт   | Бенфика           | 6 млн евро                 |

### Ушли
| Поз. | Игрок              | Новый/прежний клуб       | Стоимость/статус трансфера |
| ---- | ------------------ | ------------------------ | -------------------------- |
| Вр   | Лиам Боссин        | Дордрехт                 | Окончание аренды           |
| Вр   | Микки ван Сас      | Уиком Уондерерс          |                            |
| Вр   | Пламен Андреев     | Расинг Сантандер         | Арендован до 30 июня 2026  |
| Защ  | Уго Буэно          | Вулверхэмптон Уондерерс  | Окончание аренды           |
| Защ  | Факундо Гонсалес   | Ювентус                  | Окончание аренды           |
| Защ  | Маркус Педерсен    | Торино                   | 3,5 млн евро               |
| Защ  | Мимейрхель Бенита  | Хераклес                 | 1 млн евро                 |
| Защ  | Маркос Лопес       | Копенгаген               | 1,2 млн евро               |
| Защ  | Квилиндси Хартман  | Бернли                   | 9 млн евро                 |
| Защ  | Давид Ганцко       | Атлетико Мадрид          | 26 млн евро                |
| ПЗ   | Дживай Зехиэл      | Утрехт                   | Арендован до 30 июня 2026  |
| ПЗ   | Томас ван ден Белт | Твенте                   | 1,25 млн евро              |
| ПЗ   | Ильяс Себауи       | Сент-Трюйден             | 1 млн евро                 |
| ПЗ   | Антони Миламбо     | Брентфорд                | 20 млн евро                |
| ПЗ   | Лука Иванушец      | ПАОК                     | Арендован до 30 июня 2026  |
| ПЗ   | Рамиз Зерруки      | Твенте                   | Арендован до 30 июня 2026  |
| Нап  | Ибрахим Осман      | Брайтон энд Хоув Альбион | Окончание аренды           |
| Нап  | Девин Хан          | Виллем II                | 675 тыс. евро              |
| Нап  | Игор Пайшан        | Олимпик Марсель          | 30 млн евро                |
| Нап  | Стефано Каррильо   | Дордрехт                 | Арендован до 30 июня 2026  |

## Главные тренеры клуба
| Главный тренер   | С     | Период    |
| ---------------- | ----- | --------- |
| Билл Джулиан     |       | 1921—1922 |
| Гарри Уэйтс      |       | 1924—1925 |
| Энгел Генёгелейк | и. о. | 1925—1926 |
| Джек Холл        |       | 1926—1929 |
| Джозеф Лэмб      |       | 1929—1930 |
| Яп Крёйс         | и. о. | 1930—1931 |
| Эдди Донахи      |       | 1931—1935 |
| Рихард Домби     |       | 1935—1939 |
| Джек Холл        |       | 1939—1940 |
| Карел Кауфман    | и. о. | 1940      |
| Тео Хёйзенар     |       | 1940—1941 |
| Кес ван Дейке    |       | 1941—1942 |
| Кес Пейл         |       | 1942—1946 |
| Адриан Конингс   |       | 1946—1950 |
| Гарри Топпинг    |       | 1950—1951 |
| Рихард Домби     |       | 1951—1955 |
| Пит де Волф      | и. о. | 1955—1956 |
| Яп ван дер Лек   |       | 1956—1958 |
| Пит де Волф      | и. о. | 1958—1959 |
| Иржи Соботка     |       | 1959—1961 |
| Франц Фукс       |       | 1961—1963 |
| Норберт Хеффлинг |       | 1963—1964 |
| Вилли Кмент      |       | 1964—1967 |

| Главный тренер              | С     | Период    |
| --------------------------- | ----- | --------- |
| Бен Петерс                  |       | 1967—1969 |
| Эрнст Хаппель               |       | 1969—1973 |
| Ад Зондерланд               | и. о. | 1973      |
| Вил Курвер                  |       | 1973—1975 |
| Антоний Бжежаньчик          |       | 1975—1976 |
| Ад Зондерланд               | и. о. | 1976      |
| Вуядин Бошков               |       | 1976—1978 |
| Вацлав Ежек                 |       | 1978—1982 |
| Клеменс Вестерхоф           | и. о. | 1982      |
| Ханс Краай                  |       | 1982—1983 |
| Аб Фафие                    | и. о. | 1983      |
| Тейс Либрегтс               |       | 1983—1984 |
| Аб Фафие                    |       | 1984—1986 |
| Ринус Исраэл                |       | 1986—1988 |
| Роб Якобс                   |       | 1988—1989 |
| Пим Вербек Гундер Бенгтссон |       | 1989—1991 |
| Вим Янсен                   | и. о. | 1991      |
| Виллем ван Ханегем          |       | 1992—1995 |
| Герт Мейер                  | и. о. | 1995      |
| Ари Хан                     |       | 1995—1997 |
| Герт Мейер Джон Метгод      | и. о. | 1997      |

| Главный тренер          | С     | Период     |
| ----------------------- | ----- | ---------- |
| Лео Бенхаккер           |       | 1997—2000  |
| Хенк ван Стее           | и. о. | 2000       |
| Берт ван Марвейк        |       | 2000—2004  |
| Рууд Гуллит             |       | 2004—2005  |
| Эрвин Куман             |       | 2005—2007  |
| Лео Бенхаккер           | и. о. | 2007       |
| Берт ван Марвейк        |       | 2007—2008  |
| Гертьян Вербек          |       | 2008—2009  |
| Леон Влеммингс          | и. о. | 2009       |
| Марио Бен               |       | 2009—2011  |
| Рональд Куман           |       | 2011—2014  |
| Фред Рюттен             |       | 2014—2015  |
| Джованни ван Бронкхорст |       | 2015—2019  |
| Яп Стам                 |       | 2019       |
| Дик Адвокат             |       | 2019—2021  |
| Арне Слот               |       | 2021—2024  |
| Бриан Приске            |       | 2024—2025  |
| Робин ван Перси         |       | 2025—н. в. |

## Достижения

### Национальные

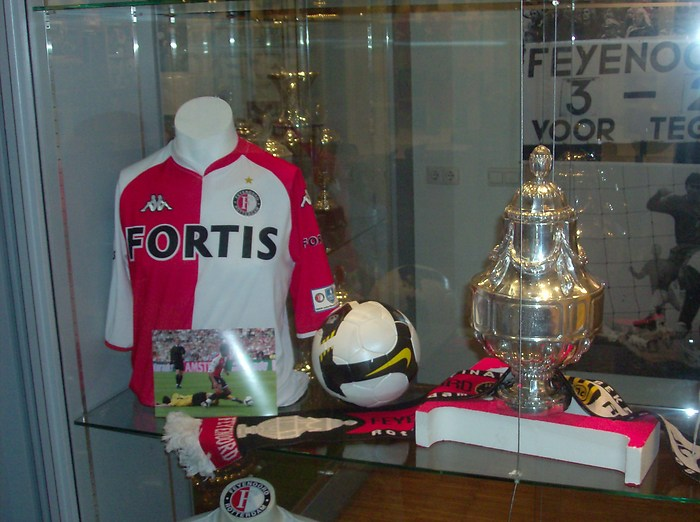
«Фейеноорд» — многократный обладатель Кубка Нидерландов

- Первый класс (до 1955) / Высший дивизион (после 1956)
  - Чемпион (16): 1923/24, 1927/28, 1935/36, 1937/38, 1939/40, 1960/61, 1961/62, 1964/65, 1968/69, 1970/71, 1973/74, 1983/84, 1992/93, 1998/99, 2016/17, 2022/23
- Кубок Нидерландов
  - Обладатель (14): 1929/30, 1934/35, 1964/65, 1968/69, 1979/80, 1983/84, 1990/91, 1991/92, 1993/94, 1994/95, 2007/08, 2015/16, 2017/18, 2023/24
- Суперкубок Нидерландов
  - Обладатель (5): 1991, 1999, 2017, 2018, 2024

### Международные
- Кубок чемпионов / Лига чемпионов УЕФА
  - Обладатель: 1970
- Кубок УЕФА / Лига Европы УЕФА
  - Обладатель (2): 1974, 2002
- Лиги конференций УЕФА
  - Финалист: 2022
- Кубок Интертото
  - Финалист: 1961/62
- Межконтинентальный кубок
  - Обладатель: 1970

## Форма

### Домашняя
| 2005/06 | 2006/07 | 2007/08 | 2008/09 | 2009/10 | 2010/11 | 2011/12 | 2012/13 | 2013/14 | 2014/15 | 2015/16 |
| 2016/17 | 2017/18 | 2018/19 | 2019/20 | 2020/21 | 2021/22 | 2022/23 | 2023/24 | 2024/25 |         |         |

### Гостевая
| 2005/06 | 2006/07 | 2007/08 | 2008/09 | 2009/10 | 2010/11 | 2011/12 | 2012/13 | 2013/14 | 2014/15 | 2015/16 |
| 2016/17 | 2017/18 | 2018/19 | 2019/20 | 2020/21 | 2021/22 | 2022/23 | 2023/24 | 2024/25 |         |         |

### Резервная
| 2005/06 | 2009/10 | 2021/22 | 2022/23 | 2023/24 | 2024/25 |

Источники:,

### Комментарии
1. ↑  По-русски точнее передавать название как Фейенорд